# Glenn McMillan
Glenn Aguiar McMillan (São João da Boa Vista, 5 ottobre 1984) è un attore brasiliano con cittadinanza australiana.

## Biografia
Ha frequentato la Pembroke School nella città australiana di Adelaide, città in cui la famiglia dell'attore si è trasferita quando egli era ancora bambino.
Ben presto McMillan ha sviluppato interesse per la recitazione, e già da ragazzino ha iniziato un percorso che lo ha portato poi ad ottenere i suoi primi ruoli cinematografici in vari film.
Amante della musica (in particolare del jazz) e musicista egli stesso (suonatore di sassofono e basso), pratica anche vari sport, in particolare il motocross.

## Filmografia

### Televisione
- Sally Marshall Is Not an Alien (1999)
- Chuck Finn – serie TV (episodio: "Citizen Finn") (1999)
- Power Rangers: Ninja Storm – serie TV, 38 episodi (2003)
- Zenon: Z3, regia di Steve Rash – film TV (2004)
- Strange Days at Blake Holsey High (Black Hole High) – serie TV (episodio: "Allure") (2004)
- Power Rangers: Dino Thunder – serie TV (episodi: "Thunder Storm: Part 1" e "Thunder Storm: Part 2") (2004)